# 맘베레카데이주

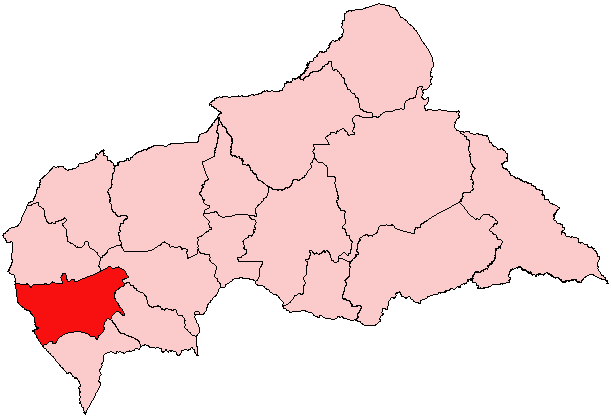
맘베레카데이 주의 위치

맘베레카데이주(Mambéré-Kadéï)는 중앙아프리카 공화국의 주로, 주도는 베르베라티이며 면적은 30,203km2, 인구는 289,688명(2003년 기준), 인구밀도는 10명/km2 미만이다. 서쪽으로는 카메룬과 국경을 맞대고 있다.